# Ministère des Constructions mécaniques
Le ministère des Constructions mécaniques ou MOM (en russe : Министерство общего машиностроения СССР) est un ministère soviétique spécialisé créé en 1965 pour améliorer la coordination des bureaux d'études (OKB) travaillant dans le domaine spatial en recherche appliquée ainsi que les unités de production associées.

## Historique
Jusque-là, les différents acteurs œuvrant dans ce secteur en Union soviétique étaient rattachés à différentes entités sans véritable structure de coordination. Leonid Brejnev arrive au pouvoir cette année-là avec une équipe issue en partie du complexe militaro-industriel soviétique qui connait bien le fonctionnement du secteur. Il décide de créer le ministère des constructions mécaniques afin d'améliorer son efficacité. Le ministère est créé par le décret du Conseil des ministres de l'URSS numéro 126-47 passé le 2 mars 1965. Mais le décès de Sergueï Korolev en 1966 prive le domaine d'une forte personnalité qui assurait jusque-là ce rôle de coordinateur. En pratique, les constructeurs généraux placés à la tête des bureaux d'étude font jouer leurs relations avec les plus hauts dirigeants soviétiques pour obtenir des décisions qui leur sont favorables, au détriment de l'efficacité de la politique spatiale. Le rôle du MOM se cantonne à la gestion, tandis que les hautes instances du Parti communiste conservent le pouvoir de décision et l'Académie des sciences d'URSS gère la recherche fondamentale et assure les relations avec l'extérieur. À ses débuts, le ministère coordonne l'activité de 56 entités. Ce nombre passe à 134 en 1966 et 160 en 1991.
À la suite de la dislocation de l'URSS, le MOM disparaît. La Russie confie la coordination de l'activité spatiale civile située sur le territoire russe à l'Agence spatiale fédérale russe qui est créée le 25 février 1992. La coordination de l'activité spatiale militaire russe est confiée aux forces spatiales de la fédération de Russie.